# Gandamuktenahalli, Davanagere
Gandamuktenahalli là một làng thuộc tehsil Davanagere, huyện Davanagere, bang Karnataka, Ấn Độ.